# William Henry Davies

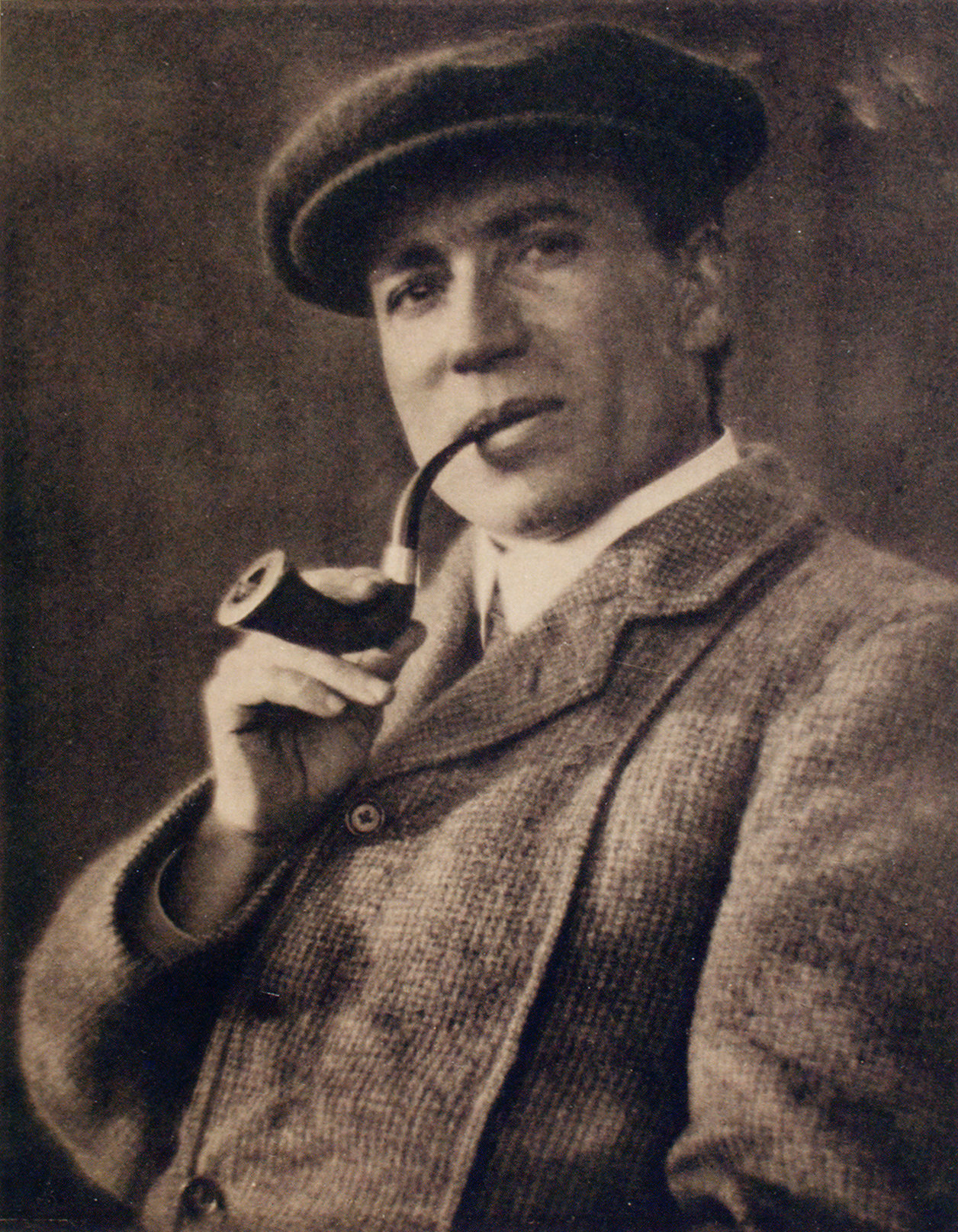
W. H. Davies 1913, fotografi av Alvin Langdon Coburn.

William Henry Davies, född 3 juli 1871, död 26 september 1940, var en brittisk poet.
Davies föddes på en krog i Newport, Wales. I sin ungdom var han tiggare och landstrykare, först i Storbritannien och därefter i Amerika, tills han förlorade en fot under tjuvåkning på ett tåg i Kanada. Han debuterade 1906 och utgav i rask följd åtta diktsamlingar (Collected poems, 1916) och några prosaverk, främst bland de sistnämnda märks The autobiography of a supertramp (1907, En luffares självbiografi, översättning Agnes Hansson, Norstedt, 1926). Davies besjöng i enkla tongångar natur och kärlek.